# Mittelschwäbische Überlandzentrale
Die Mittelschwäbische Überlandzentrale AG (MÜAG) mit Sitz in Giengen an der Brenz war ein deutsches Energieversorgungsunternehmen in Baden-Württemberg, das von 1923 bis 1999 existierte.

## Geschichte
Am 16. Februar 1908 gründeten sieben Gemeinden der Region die Genossenschaft Elektrizitätswerk für die Heidenheimer und Ulmer Alb mit Sitz in Heuchlingen auf der Alb und errichteten in Heuchlingen ein dieselbetriebenes Kraftwerk mit einer Leistung von 150 PS. Eine andere Genossenschaft errichtete 1909 im in Bayern gelegenen Bachhagel ebenfalls ein Dieselkraftwerk. Aus beiden Genossenschaften entstand 1920 das Überlandwerk Heuchlingen-Bachhagel eGmbh mit Sitz in Giengen. In den folgenden Jahren wurden 1700 Einwohner Mitglied der Genossenschaft. Unter dem Einfluss der Hochinflation wurde die Genossenschaft 1923 in eine Aktiengesellschaft umgewandelt, die ab 1924 als Mittelschwäbische Überlandzentrale firmierte (zu den Begriffen Überlandzentrale und Überlandwerk siehe Elektrizitätswerk#Begriffswandel). Sie übernahm 1939 die Kraftwerke Untere Mindel AG in Burgau. Ab 1983 begann der Ausbau der Gasversorgung im Versorgungsgebiet.
Mit der am 16. Juli 1999 rückwirkend zum Jahresbeginn beschlossenen Fusion mit der Ueberlandwerk Jagstkreis AG (UJAG) zur neuen EnBW Ostwürttemberg DonauRies AG endete die MÜAG. Sowohl die MÜAG als auch die UJAG waren bis 1997 Tochtergesellschaften der Energie-Versorgung Schwaben AG.